# 마흐무드 알카슈가리

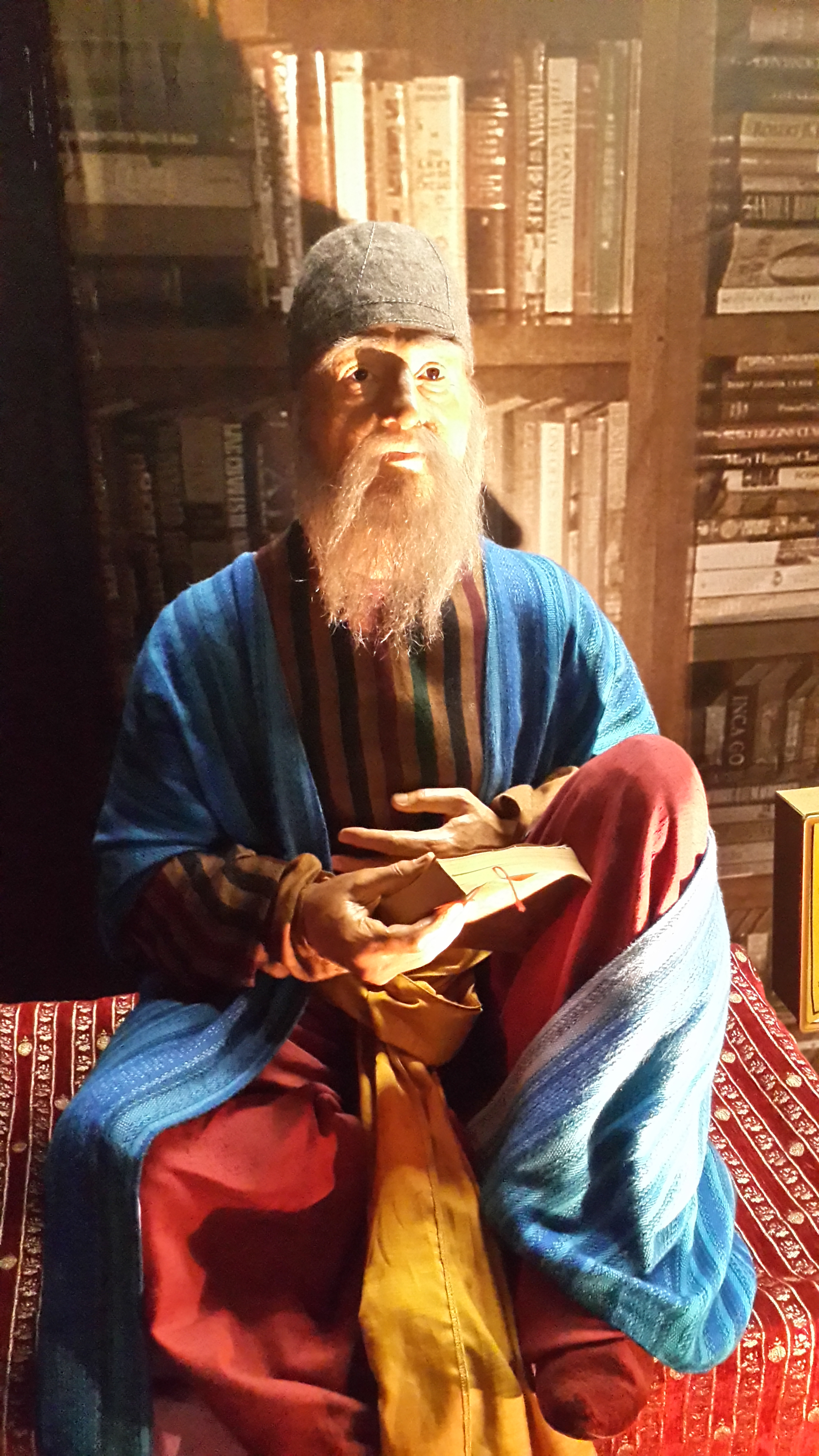

마흐무드 이븐 알후세인 이븐 무함마드 알카슈가리(아랍어: محمود بن الحسين بن محمد الكاشغري Maḥmūd ibn al-Ḥussayn ibn Muḥammad al-Kāšġarī[*]), 일명 마흐무드 알카슈가리(아랍어: محمود الكاشغري)는 11세기에 활동한 튀르크인 언어학자이다. 역사상 최초의 튀르크어 사전인 《튀르크어 대사전》을 집필하였다.

## 삶
마흐무드 알카슈가리는, 그의 니스바 알카슈가리(아랍어: الكاشغري)에서 알 수 있듯, 카슈가르에서 태어난 것으로 보인다. 태어난 시기는 1029년 경 또는 1038년 경이라는 것이 일반적인 설명이나, 990년으로 추측하는 학자도 있다. 그의 가문은 카라한 칸국 통치왕가에 속했던 것으로 보인다. 그러나 막상 마흐무드 자신은 이식쿨 인근의 바르스간에 애착을 보였는데, 이는 그의 아버지 후세인 이븐 무함마드 차으르 테긴이 언제인가 이 지역을 통치했기 때문이었다. 반면 고향인 카슈가리에 대해서는 그 주민들이 ‘최악의 인간’이라며 혹평을 쏟아내었는데, 이는 아마 그의 아버지가 카슈가리에서 정치적으로 어려움을 겪었던 것과 연관이 있을 것이다.
알카슈가리의 학문 여정은 당대 지식인 호자 사이푸딘의 딸이었던 어머니, 뷔비 라비야의 교육에서 시작되었다. 1056년부터 1057년까지 카라한 왕조 내부에서 발생한 분란에 휩싸인 그는 고향을 떠나게 되었으나, 부하라와 이란, 이라크 등지를 돌아다니면서도 공부에 여념이 없었다. 그는 아랍어나 페르시아어에도 유창했다. 한편 저작들에서 보이는 다양한 튀르크어 사용 유목민들에 대한 서술로 볼때, 망명기간에 다양한 튀르크어 사용 유목민들이 거주하는 지역 각지를 여행하기도 했던 것으로 보인다.
이후 10년 간의 망명 생활의 끝에 바그다드로 이주하여 1072년부터 약 5년 간 튀르크어·아랍어 사전의 집필 작업에 돌입했다. 그 결과가 《튀르크어 대사전》으로, 마흐무드 알카슈가리는 이 책을 압바스 왕조의 칼리프 알무크타디에게 헌정했다.
신장 지역에서 발견된 문서들에 따르면 마흐무드 알카슈가리는 만년에 고향으로 돌아갔다. 이슬람력 477년, 즉 서기 1085년 ~ 1086년 사이에 죽었다고 전해진다. 알카슈가리의 무덤은 1981년 카슈가르에서 서쪽으로 45km 떨어진 오팔이라는 곳에서 발견되었다.

## 작업물

### 《튀르크어 대사전》
마흐무드 알카슈가리가 1072년부터 약 5년 간 저술한 튀르크어사전. 현재 원본은 전해지지 않으나, 1266년 8월 1일자로 쓰여진 사본이 남아있다.
약 7500여 단어가 표제어로 사용되었으며, 카슈가리는 각 단어마다 그 어원을 밝히고 발음의 차이와 단어의 구성규칙, 예증까지 서술하였다. 특히 예증에서는 튀르크족의 역사, 지리, 민족, 사회에 대한 정보를 확인할 수 있기 때문에, 《튀르크어 대사전》은 11세기 튀르크 민족에 대한 일종의 백과사전으로도 이용된다.

### 《튀르크어문법진서》
튀르크어 문법에 대한 저서. 현재는 남아있지 않으며, 알카슈가리의 저서에서 인용된 부분만이 남아있다.